# Musée d'archéologie de Gozo
Le musée d'archéologie de Gozo (en maltais Il-Mużew tal-Arkeoloġija ta' Għawdex et en anglais Gozo Museum of Archaeology) est l'un des deux musées d'archéologie de Malte.
Le musée est abrité dans un bâtiment du XVIIe siècle situé dans la citadelle de Ir-Rabat. Il servait initialement d'hôtel de ville où les chevaliers de l'ordre de Saint-Jean de Jérusalem recevaient leurs hôtes de marque. Il a également servi de demeure à la famille Bondì, d'où le nom de casa Bondì sous lequel est il est également connu. Tombé en déshérence, il est restauré en 1937 par Sir Harry Luke, lieutenant-gouverneur de Malte. En 1960, il accueille le premier musée public de l'île ; ses collections comprennent alors des objets archéologiques comme ethnographiques. En 1986, les collections non archéologiques sont transférées à d'autres bâtiments de la citadelle.
Le musée contient des objets retrouvés sur l'île de Gozo de la préhistoire au Moyen Âge. Il présente notamment des dalles de pierre provenant des temples de Ġgantija, des figurines provenant du cercle de Brochtorff à Ix-Xagħra, des dalles funéraires appartenant peut-être aux croisés échoués à Malte après une tempête au début de la huitième croisade, ou encore la stèle de Maïmouna, une inscription funéraire musulmane.

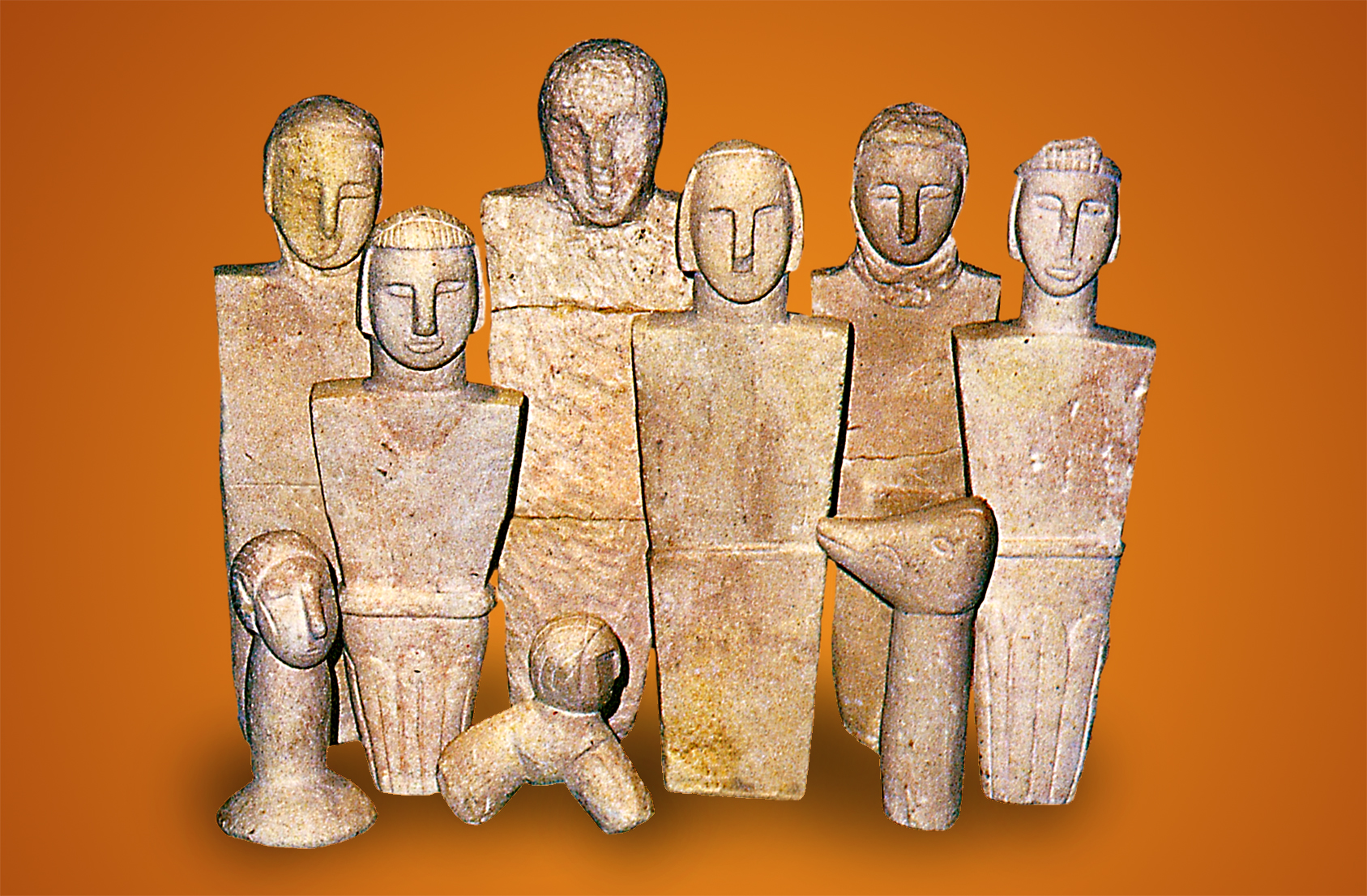
Figurines provenant du cercle de Brochtorff
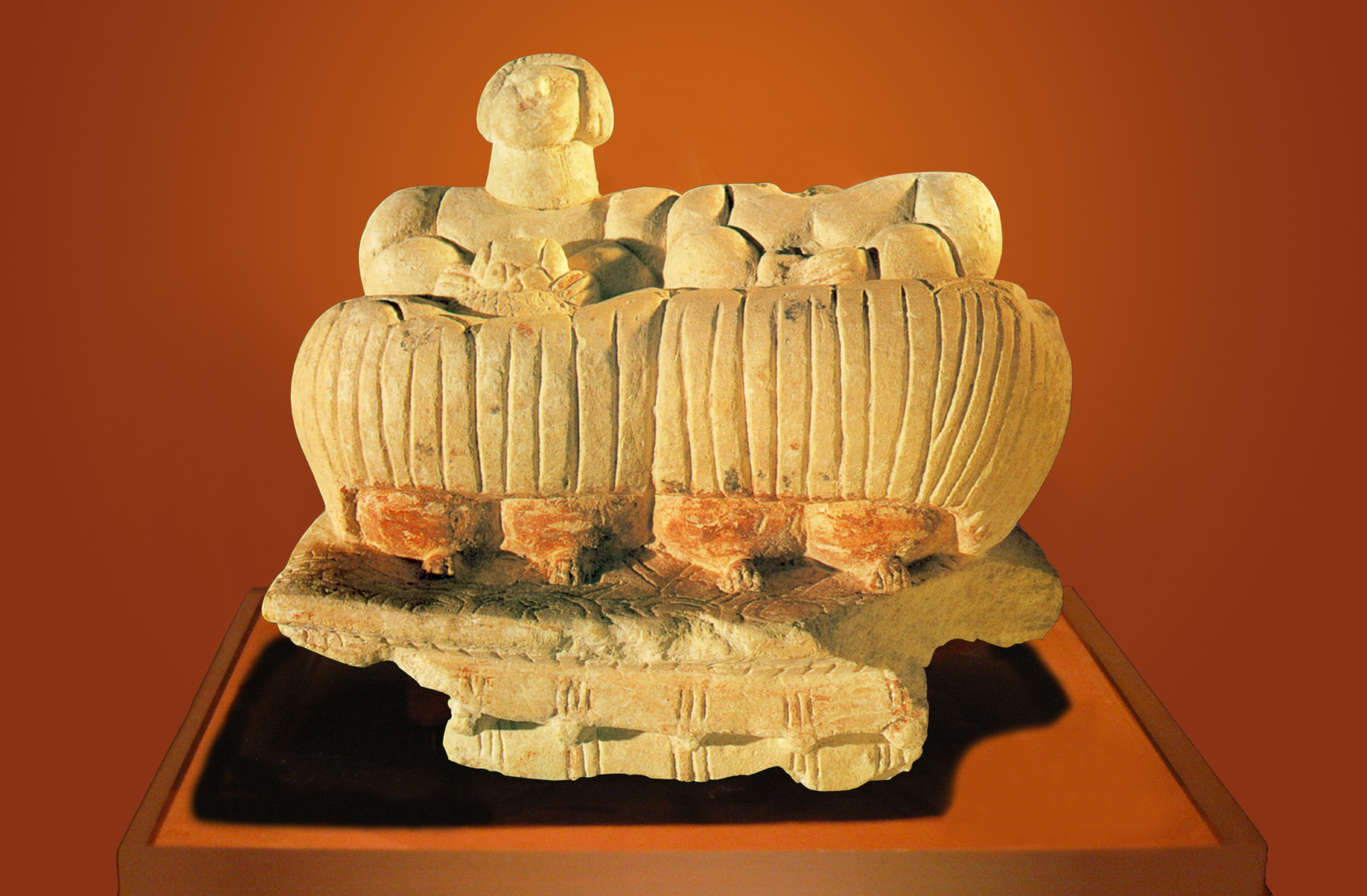
Idoles jumelles, même provenance